# Seznam flot in večjih poveljstev Kraljeve vojne mornarice
Seznam flot in večjih poveljstev Kraljeve vojne mornarice.

## Trenutna flota
- Britanska flota

## Bivše
- Britanska vzhodnoindijska flota
- Britanska vzhodna flota
- Britanska daljnovzhodna flota
- Britanska velika flota
- Britanska domača flota
- Britanska sredozemska flota
- Britanska pacifiška flota
- Britanska rezervna flota
- Britanska zahodna flota
- Force H

## Bivša večja poveljstva
- Nore Command
- Plymouth Command
- Portsmouth Command
- Rosyth Command
- Scotland and Northern Ireland Command

## Flotne postaje
- British China Station
- British East Indies Station
- British North America and West Indies Station
- British South Atlantic and South American Station

## Zastavni častniki
- Flag Officer Dover